# Elitedivision (Squash)
 For alternative betydninger, se Elitedivision (flertydig). (Se også artikler, som begynder med Elitedivision)
Elitedivisionen er den bedste Squashrække i Danmarksturneringen i squash. Rækkens vinder kåres til Danmarksmester i squash for hold. Elitedivisionen afgørers i et slutspil for de fire bedst placeret hold efter grundspil.

## Elitedivisionens turneringsform
Der dystes imellem 6 hold i divisionen som alle i grundspillet spiller en kamp mod alle de andre hold. Vinder af grundspillet vælger ønskede modstander af 3. og 4. bedst placeret hold i grundspillet, i den ene semifinale. Den anden står mellem de andre to hold.
De to dårligs placerede hold spiller nedrykningslutspil med de bedste fra de to 1. divisioner.

## Klubber i elitedivisionen
De 4 nuværende klubber i Elitedivisionen (listet efter 2007-2008 placering):
1. Kolding Squash Klub 

2. Herlev/Hjorten Squash (Herlev) 

3. Birkerød Squash Klub

4. Skovbakken Squash (Skovbakken) 

|  | Infoboks uden skabelon Denne artikel har en infoboks dannet af en tabel eller tilsvarende. |